# Ferdinando d'Aragona (1278)

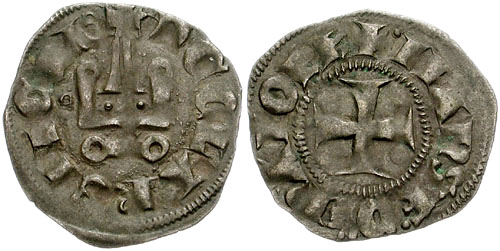
A Tornese coniato da Ferdinando durante il suo breve principato d'Acaia

Ferdinando di Maiorca (Perpignano, 1278 – Glarentza, tra il 5 luglio e il 19 ottobre 1316) fu visconte di Aumelas dal 1311 e principe di Acaia e Morea dal 1315 alla sua morte.

## Origine[2][3][4]
Figlio terzogenito del re di Maiorca, conte di Rossiglione e di Cerdagna e signore di Montpellier, Giacomo II, e di Esclarmonde di Foix, figlia del conte di Foix, Ruggero IV e di Brunisenda di Cardona.

## Biografia
Secondo la Cronaca piniatense, Ferdinando era il figlio terzogenito dei quattro figli maschi dopo il primogenito Giacomo e il secondogenito Sancho e prima di Filippo (el primero … Don Jayme … el otro … Don Sancho … et el otro Don Ferrando et el quarto … Don Phelip), di Giacomo II e della moglie, Esclarmonde di Foix.
Uomo dallo spirito avventuriero, si recò all'inizio del XIV secolo alla corte siciliana del cugino Federico III di Aragona, e da qui si unì ai mercenari catalani conosciuti come Almogavari (in catalano Almugàvers). Costoro erano stati chiamati dall'imperatore bizantino Andronico II Paleologo per combattere, inquadrati nella Compagnia Catalana al comando di Roger de Flor, i turchi. A seguito di contrasti successivi, i Catalani erano stati traditi e successivamente decimati per ordine dello stesso committente Andronico e del suo successore Michele IX Paleologo ed essi cercarono quindi un sostegno nella monarchia siciliana per consolidare il loro potere in Grecia.
Ferdinando ebbe anche il comando della compagnia.
Nel 1306, Ferdinando fu catturato a Halmyros, in Tessaglia da Tebaldo de Cepoy, e fu imprigionato nel castello di San Omer da Guido II de la Roche, Duca di Atene. In seguito fu trasferito a Napoli e dopo un altro anno di prigione fu rilasciato e fece ritorno a Maiorca.
Tornato in Sicilia, nel 1308, suo cugino Ferdinando III, lo mise nuovamente al comando della compagnia. Tuttavia uno dei capi della Compagnia Catalana, Bernardo di Rocafort, geloso dell'ascendente acquisito presso le sue truppe da Ferdinando, creò una scissione nella compagnia e solo una parte di essa, sotto il comando di Ramon Muntaner, si schierò con Ferdinando.
Mentre ritornava in Sicilia, la flotta catalana fu attaccata dai veneziani e Ferdinando fu catturato, ma fu rilasciato dopo poco tempo.
Alla morte del padre, nel 1311 divenne visconte di Aumelas. Il testamento di sua madre Esclarmonde (Sclarmunda … regina Majoricæ), datato 24 marzo 1312, assicurò un lascito a Ferdinando (Infanti Ferrando … nostro … filio).
Ferdinando partecipò in Castiglia alla presa della città di Almería, dopodiché tornò in Sicilia (1313) per dar man forte a Federico III, allora in lotta contro i re angioini di Napoli e fu creato signore di Catania a ricompensa dei suoi servigi.
A Messina, nel febbraio 1314, sposò Isabella di Sabran, figlia di Isnardo di Sabran e di Margherita di Villehardouin (1266-1315), pretendente al titolo di principessa di Acaia la quale aveva combinato il matrimonio della figlia con Ferdinando per poter avere l'appoggio della compagnia catalana nelle sue rivendicazioni. La dote di Isabella era costituita dalla baronia di Montagrifon e dalla metà del principato di Acaia.
Isabella di Sabran morì poco dopo aver dato alla luce un figlio, Giacomo (1315 – 1349).
Ferdinando, nel 1315, alla morte della suocera, Margherita, divenne pretendente del Principato d'Acaia in nome del figlio e si organizzò per conquistare l'Acaia dove giunse nel giugno 1315, sbarcando vicino a Glaretza, da dove penetrò nell'Elide e conquistato il castello di Beauvoir, si proclamò Principe d'Acaia.
Ferdinando di Maiorca il 15 ottobre 1315 sposò per procura, in seconde nozze, a Cipro, Isabella d'Ibelin, figlia di Filippo d'Ibelin e Maria di Giblet. Le nozze di persona furono celebrate, il 7 giugno 1316, in Morea. Il contratto di fidanzamento tra Ferdinando (infantis Ferrandi…domini Jacobi…regis Majoricarum filii, Moree, baronie Montispessulani et civitatis Cathanie domini) e Isabella (domincellam Isabellam filiam…domini Philippi de Ibelino, senescali regni Cypri) risulta siglato a Cipro il 5 ottobre 1315.
Comunque, già nella primavera dell'anno successivo (1316) Ferdinando dovette affrontare le truppe di un altro pretendente alla principato di Acaia, Matilde di Hainaut, cugina d'Isabella di Sabran e moglie di Luigi di Borgogna. Mentre Ferdinando attendeva invano l'arrivo di rinforzi dalla Sicilia, Matilde e Luigi ricorsero all'aiuto dei veneziani e nella battaglia di Manolara, nell'Elide, il 5 luglio 1316, Ferdinando fu sconfitto e fatto prigioniero.
Dopo la battaglia (tra il 5 luglio e il 19 ottobre) Ferdinando fu decapitato a Clarentza.
Il figlio Giacomo fu portato dal fido Ramon Muntaner a Perpignano e divenne re di Maiorca dopo la morte dello zio Sancho I.

## Discendenza[2][3]
Ferdinando da Isabella di Sabran ebbe un figlio:
- Giacomo (1315 – 1349), re di Maiorca.

Ferdinando da Isabella d'Ibelin ebbe un figlio:
- Ferdinando di Maiorca (nato postumo 1317 – 1343/47), visconte di Aumelas. Visse con la madre a Cipro, dove, nel 1337, sposò Eschive (1322/1324 – 1363), la figlia del re di Cipro, Ugo IV. Quando sua madre Isabella fu accusata di stregoneria, i rapporti con il suocero si guastarono e Ferdinando dovette lasciare Cipro e rifugiarsi nella sua proprietà di Aumelas, separandosi dalla moglie che fu imprigionata dal padre. Ferdinando ed Eschive ebbero una figlia:
  - Alicia di Maiorca (1341 – dopo il 1376), che sposò Filippo Ibellin, che fu espulso da Cipro, nel 1358. Alicia divenne l'amante di Giovanni de Moustry.

Ferdinando ebbe anche dei figli illegittimi da diversi amanti:
- Sancho, che sposò Laura di rossiglione che gli diede due figli:
  - Costanza (?-dopo il 1407) che sposò Berengario di Vilaragut
  - Esclaramunda (?- 1371) che sposò Artal de Foces
- Fernando
- Pagano (? - ucciso nella battaglia di Lluchmayor 25 ottobre 1349) che sposò Bianca de Salellas
- Esclaramunda, suora a Santa Clara, Perpignano.

## Ascendenza
|                       |                             |                              | Genitori                      |  |  | Nonni |  |  | Bisnonni            |  |  | Trisnonni            |  |
|                       |                             |                              |                               |  |  |       |  |  | Pietro II d'Aragona |  |  | Alfonso II d'Aragona |  |
|                       |                             |                              |                               |  |  |       |  |  | Pietro II d'Aragona |  |  | Alfonso II d'Aragona |  |
|                       |                             | Sancha di Castiglia          |                               |  |  |       |  |  | Pietro II d'Aragona |  |  |                      |  |
| Giacomo I d'Aragona   |                             |                              |                               |  |  |       |  |  | Pietro II d'Aragona |  |  |                      |  |
|                       |                             | Maria di Montpellier         | Guglielmo VIII di Montpellier |  |  |       |  |  |                     |  |  |                      |  |
|                       |                             | Maria di Montpellier         | Guglielmo VIII di Montpellier |  |  |       |  |  |                     |  |  |                      |  |
|                       |                             | Maria di Montpellier         | Eudocia Comnena               |  |  |       |  |  |                     |  |  |                      |  |
| Giacomo II di Maiorca |                             | Maria di Montpellier         |                               |  |  |       |  |  |                     |  |  |                      |  |
|                       |                             | Andrea II d'Ungheria         | Béla III d'Ungheria           |  |  |       |  |  |                     |  |  |                      |  |
|                       |                             | Andrea II d'Ungheria         | Béla III d'Ungheria           |  |  |       |  |  |                     |  |  |                      |  |
|                       |                             | Andrea II d'Ungheria         | Agnese d'Antiochia            |  |  |       |  |  |                     |  |  |                      |  |
| Iolanda d'Ungheria    |                             | Andrea II d'Ungheria         |                               |  |  |       |  |  |                     |  |  |                      |  |
|                       |                             | Iolanda di Courtenay         | Pietro II di Courtenay        |  |  |       |  |  |                     |  |  |                      |  |
|                       |                             | Iolanda di Courtenay         | Pietro II di Courtenay        |  |  |       |  |  |                     |  |  |                      |  |
|                       |                             | Iolanda di Courtenay         | Iolanda di Fiandra            |  |  |       |  |  |                     |  |  |                      |  |
| Ferdinando di Maiorca |                             | Iolanda di Courtenay         |                               |  |  |       |  |  |                     |  |  |                      |  |
|                       | Ruggero Bernardo II di Foix | Raimondo Ruggero di Foix     |                               |  |  |       |  |  |                     |  |  |                      |  |
|                       | Ruggero Bernardo II di Foix | Raimondo Ruggero di Foix     |                               |  |  |       |  |  |                     |  |  |                      |  |
|                       | Ruggero Bernardo II di Foix | Filippa di Moncada           |                               |  |  |       |  |  |                     |  |  |                      |  |
| Ruggero IV di Foix    | Ruggero Bernardo II di Foix |                              |                               |  |  |       |  |  |                     |  |  |                      |  |
|                       |                             | Ermesinda di Castelbon       | Arnaldo di Castelbon          |  |  |       |  |  |                     |  |  |                      |  |
|                       |                             | Ermesinda di Castelbon       | Arnaldo di Castelbon          |  |  |       |  |  |                     |  |  |                      |  |
|                       |                             | Ermesinda di Castelbon       | Arnalda di Caboet             |  |  |       |  |  |                     |  |  |                      |  |
| Esclarmonde di Foix   |                             | Ermesinda di Castelbon       |                               |  |  |       |  |  |                     |  |  |                      |  |
|                       |                             | Raimondo Folch IV de Cardona | Guglielmo I de Cardona        |  |  |       |  |  |                     |  |  |                      |  |
|                       |                             | Raimondo Folch IV de Cardona | Guglielmo I de Cardona        |  |  |       |  |  |                     |  |  |                      |  |
|                       |                             | Raimondo Folch IV de Cardona | …                             |  |  |       |  |  |                     |  |  |                      |  |
| Brunisenda di Cardona |                             | Raimondo Folch IV de Cardona |                               |  |  |       |  |  |                     |  |  |                      |  |
|                       |                             | Agnese di Tarroja            | …                             |  |  |       |  |  |                     |  |  |                      |  |
|                       |                             | Agnese di Tarroja            | …                             |  |  |       |  |  |                     |  |  |                      |  |
|                       |                             | Agnese di Tarroja            | …                             |  |  |       |  |  |                     |  |  |                      |  |
|                       |                             | Agnese di Tarroja            |                               |  |  |       |  |  |                     |  |  |                      |  |